# Шекспир на новый лад
ShakespeaRe-Told (Шекспир на новый лад) — мини-сериал, состоящий из четырёх телефильмов по пьесам Уильяма Шекспира, транслировался на BBC One в ноябре 2005 года. Как и в мини-сериале «Кентерберийские рассказы» (2003), каждую пьесу адаптировал современный автор, перенося её в наши дни. Пьесы были экранизированы в сотрудничестве с BBC Northern Ireland и центральным драматическим отделом BBC. В августе 2006 года целиком транслировался на BBC America.

## Серии

### Много шума из ничего
- Адаптация: Дэвид Николлс
- Режиссёр: Брайан Персиваль
- Премьера: 7 ноября 2005 г.

### Макбет
- Адаптация: Питер Моффат
- Режиссёр: Марк Брозел
- Премьера: 14 ноября 2005 г.

### Укрощение строптивой
- Адаптация: Салли Уэйнрайт
- Режиссёр: Дэвид Ричардс
- Премьера: 21 ноября 2005 г.

### Сон в летнюю ночь
- Адаптация: Питер Боукер
- Режиссёр: Эд Фрейман
- Премьера: 28 ноября 2005 г.

## DVD
26 декабря 2005 года Acorn Media UK выпустила DVD для 2-го региона. Релиз для 1-го региона осуществлен BBC Warner 24 июля 2007 г.